# Lední hokej na Zimních olympijských hrách 2022 – turnaj ženy
Hokejový turnaj žen na Zimních olympijských hrách 2022 se konal v Pekingu od 3. do 17. února 2022 na zimních stadionech National Indoor Stadium a Wukesong Arena.

## Kvalifikované týmy
Skupina A
- Kanada
- USA
- Finsko
- Olympijští sportovci z Ruska
- Švýcarsko

Skupina B
- Švédsko
- Česko
- Japonsko
- Čína
- Dánsko

## Herní systém
Celkem 10 účastníků bylo podle umístění v žebříčku IIHF nasazeno do dvou skupin po pěti týmech. Ve skupinách se utkali každý s každým. Poté postoupily všechny týmy ze skupiny A a tři nejlepší týmy ze skupiny B do čtvrtfinále.

## Základní skupiny

### Skupina A
| Poř. | Tým                          | Z | V | VP | PP | P | GV | GI | +/- | B  |
| ---- | ---------------------------- | - | - | -- | -- | - | -- | -- | --- | -- |
| 1.   | Kanada                       | 4 | 4 | 0  | 0  | 0 | 35 | 5  | +30 | 12 |
| 2.   | USA                          | 4 | 3 | 0  | 0  | 1 | 20 | 6  | +14 | 9  |
| 3.   | Finsko                       | 4 | 1 | 0  | 0  | 3 | 10 | 19 | −9  | 3  |
| 4.   | Olympijští sportovci z Ruska | 4 | 1 | 0  | 0  | 3 | 6  | 18 | −12 | 3  |
| 5.   | Švýcarsko                    | 4 | 1 | 0  | 0  | 3 | 6  | 27 | -21 | 3  |

|  | čtvrtfinalisté |

Všechny časy jsou místní (UTC+8), tj. SEČ+7.
| 3. února 2022 12:10 | Kanada | 12:1 (3:0, 5:0, 4:1) | Švýcarsko | National Indoor Stadium, Peking Návštěvnost: 1 000 |  |

| Report             |                    |          |                 |                                                                      |
| Ann-Renee Desbiens | Ann-Renee Desbiens | Brankáři | Andrea Braendli | Rozhodčí: Daria Ermak Anna Wiegand Čároví: Lisa Linnek Linnea Sainio |
| 14 min             | 14 min             | Tresty   | 8 min           | Rozhodčí: Daria Ermak Anna Wiegand Čároví: Lisa Linnek Linnea Sainio |
| 70                 | 70                 | Střely   | 15              | Rozhodčí: Daria Ermak Anna Wiegand Čároví: Lisa Linnek Linnea Sainio |

| 3. února 2022 21:10 | Finsko | 2:5 (0:2, 0:2, 2:1) | USA | Wukesong Arena, Peking Návštěvnost: 335 |  |

| Report       |              |          |               |                                                                   |
| Anni Keisala | Anni Keisala | Brankáři | Maddie Rooney | Rozhodčí: Kelly Cooke Lacey Senuk Čároví: Alex Clarke Sara Strong |
| 8 min        | 8 min        | Tresty   | 6 min         | Rozhodčí: Kelly Cooke Lacey Senuk Čároví: Alex Clarke Sara Strong |
| 12           | 12           | Střely   | 52            | Rozhodčí: Kelly Cooke Lacey Senuk Čároví: Alex Clarke Sara Strong |

| 4. února 2022 12:10 | Olympijští sportovci z Ruska | 5:2 (2:1, 2:1, 1:0) | Švýcarsko | National Indoor Stadium, Peking |  |

| Report         |                |          |                 |                                                                                   |
| Maria Sorokina | Maria Sorokina | Brankáři | Andrea Braendli | Rozhodčí: Cianna Lieffers Elizabeth Mantha Čároví: Kendall Hanley Jackie Spresser |
| 10 min         | 10 min         | Tresty   | 6 min           | Rozhodčí: Cianna Lieffers Elizabeth Mantha Čároví: Kendall Hanley Jackie Spresser |
| 31             | 31             | Střely   | 30              | Rozhodčí: Cianna Lieffers Elizabeth Mantha Čároví: Kendall Hanley Jackie Spresser |

| 5. února 2022 12:10 | Kanada | 11:1 (2:1, 5:0, 4:0) | Finsko | Wukesong Arena, Peking Návštěvnost: 670 |  |

| Report             |                    |          |                              |                                                                            |
| Ann-Renee Desbiens | Ann-Renee Desbiens | Brankáři | Meeri Raisanen, Anni Keisala | Rozhodčí: Chelsea Rapin Anna Wiegand Čároví: Lisa Linnek Veronica Lovensno |
| 14 min             | 14 min             | Tresty   | 8 min                        | Rozhodčí: Chelsea Rapin Anna Wiegand Čároví: Lisa Linnek Veronica Lovensno |
| 48                 | 48                 | Střely   | 29                           | Rozhodčí: Chelsea Rapin Anna Wiegand Čároví: Lisa Linnek Veronica Lovensno |

| 5. února 2022 21:10 | USA | 5:0 (1:0, 1:0, 3:0) | Olympijští sportovci z Ruska | Wukesong Arena, Peking Návštěvnost: 581 |  |

| Report         |                |          |                               |                                                                          |
| Nicole Hensley | Nicole Hensley | Brankáři | Maria Sorokina, Daria Gredzen | Rozhodčí: Tijana Haack Anniina Nurmi Čároví: Anna Hammar Jenni Heikkinen |
| 6 min          | 6 min          | Tresty   | 14 min                        | Rozhodčí: Tijana Haack Anniina Nurmi Čároví: Anna Hammar Jenni Heikkinen |
| 62             | 62             | Střely   | 12                            | Rozhodčí: Tijana Haack Anniina Nurmi Čároví: Anna Hammar Jenni Heikkinen |

| 6. února 2022 21:10 | Švýcarsko | 0:8 (0:5, 0:2, 0:1) | USA | Wukesong Arena, Peking Návštěvnost: 545 |  |

| Report                         |                                |          |                |                                                                     |
| Saskia Maurer, Andrea Braendli | Saskia Maurer, Andrea Braendli | Brankáři | Alex Cavallini | Rozhodčí: Maria Furberg Lacey Senuk Čároví: Alex Clarke Sara Strong |
| 8 min                          | 8 min                          | Tresty   | 4 min          | Rozhodčí: Maria Furberg Lacey Senuk Čároví: Alex Clarke Sara Strong |
| 12                             | 12                             | Střely   | 66             | Rozhodčí: Maria Furberg Lacey Senuk Čároví: Alex Clarke Sara Strong |

| 7. února 2022 13:15 | Olympijští sportovci z Ruska | 1:6 (0:2, 1:2, 0:2) | Kanada | Wukesong Arena, Peking Návštěvnost: 545 |  |

| Report                        |                               |          |                     |                                                                             |
| Daria Gredzen, Maria Sorokina | Daria Gredzen, Maria Sorokina | Brankáři | Emerance Maschmeyer | Rozhodčí: Daria Ermak Chelsea Rapin Čároví: Veronica Lovensno Linnea Sainio |
| 14 min                        | 14 min                        | Tresty   | 8 min               | Rozhodčí: Daria Ermak Chelsea Rapin Čároví: Veronica Lovensno Linnea Sainio |
| 12                            | 12                            | Střely   | 49                  | Rozhodčí: Daria Ermak Chelsea Rapin Čároví: Veronica Lovensno Linnea Sainio |

| 7. února 2022 21:10 | Švýcarsko | 3:2 (1:0, 1:1, 1:1) | Finsko | National Indoor Stadium, Peking Návštěvnost: 742 |  |

| Report          |                 |          |              |                                                                                 |
| Andrea Braendli | Andrea Braendli | Brankáři | Anni Keisala | Rozhodčí: Cianna Lieffers Elizabeth Mantha Čároví: Kendall Hanley Diana Mokhova |
| 6 min           | 6 min           | Tresty   | 14 min       | Rozhodčí: Cianna Lieffers Elizabeth Mantha Čároví: Kendall Hanley Diana Mokhova |
| 24              | 24              | Střely   | 40           | Rozhodčí: Cianna Lieffers Elizabeth Mantha Čároví: Kendall Hanley Diana Mokhova |

| 8. února 2022 12:10 | USA | 2:4 (0:1, 2:3, 0:0) | Kanada | Wukesong Arena, Peking Návštěvnost: 591 |  |

| Report        |               |          |                    |                                                                                               |
| Maddie Rooney | Maddie Rooney | Brankáři | Ann-Renee Desbiens | Rozhodčí: Cianna Lieffers Elizabeth Mantha Lacey Senuk Čároví: Kendall Hanley Jackie Spresser |
| 2 min         | 2 min         | Tresty   | 12 min             | Rozhodčí: Cianna Lieffers Elizabeth Mantha Lacey Senuk Čároví: Kendall Hanley Jackie Spresser |
| 53            | 53            | Střely   | 27                 | Rozhodčí: Cianna Lieffers Elizabeth Mantha Lacey Senuk Čároví: Kendall Hanley Jackie Spresser |

| 8. února 2022 21:10 | Finsko | 5:0 (2:0, 3:0, 0:0) | Olympijští sportovci z Ruska | National Indoor Stadium, Peking Návštěvnost: 797 |  |

| Report       |              |          |                                    |                                                                    |
| Anni Keisala | Anni Keisala | Brankáři | Maria Sorokina, Valeria Merkusheva | Rozhodčí: Kelly Cooke Anna Wiegand Čároví: Alex Clarke Sara Strong |
| 6 min        | 6 min        | Tresty   | 14 min                             | Rozhodčí: Kelly Cooke Anna Wiegand Čároví: Alex Clarke Sara Strong |
| 30           | 30           | Střely   | 19                                 | Rozhodčí: Kelly Cooke Anna Wiegand Čároví: Alex Clarke Sara Strong |

### Skupina B
| Poř. | Tým      | Z | V | VP | PP | P | GV | GI | +/- | B |
| ---- | -------- | - | - | -- | -- | - | -- | -- | --- | - |
| 1.   | Japonsko | 4 | 2 | 1  | 1  | 0 | 13 | 7  | +6  | 9 |
| 2.   | Česko    | 4 | 2 | 0  | 1  | 1 | 10 | 8  | +2  | 7 |
| 3.   | Švédsko  | 4 | 2 | 0  | 0  | 2 | 7  | 8  | -1  | 6 |
| 4.   | Čína     | 4 | 1 | 1  | 0  | 2 | 7  | 7  | 0   | 5 |
| 5.   | Dánsko   | 4 | 1 | 0  | 0  | 3 | 7  | 14 | -7  | 3 |

|  | čtvrtfinalisté   |
|  | konec ve skupině |

Všechny časy jsou místní (UTC+8), tj. SEČ+7.
| 3. února 2022 12:10 | Česko | 3:1 (1:0, 1:1, 1:0) | Čína | Wukesong Arena, Peking Návštěvnost: 499 |  |

| Report          |                 |          |           |                                                                           |
| Klára Peslarová | Klára Peslarová | Brankáři | Tiya Chen | Rozhodčí: Tijana Haack Anniina Nurmi Čároví: Anna Hammar Julia Kainberger |
| 4 min           | 4 min           | Tresty   | 6 min     | Rozhodčí: Tijana Haack Anniina Nurmi Čároví: Anna Hammar Julia Kainberger |
| 36              | 36              | Střely   | 14        | Rozhodčí: Tijana Haack Anniina Nurmi Čároví: Anna Hammar Julia Kainberger |

| 3. února 2022 16:40 | Švédsko | 1:3 (0:1, 1:0, 0:2) | Japonsko | Wukesong Arena, Peking Návštěvnost: 482 |  |

| Report         |                |          |               |                                                                                 |
| Emma Soderberg | Emma Soderberg | Brankáři | Nana Fujimoto | Rozhodčí: Cianna Lieffers Elizabeth Mantha Čároví: Kendall Hanley Diana Mokhova |
| 6 min          | 6 min          | Tresty   | 4 min         | Rozhodčí: Cianna Lieffers Elizabeth Mantha Čároví: Kendall Hanley Diana Mokhova |
| 27             | 27             | Střely   | 40            | Rozhodčí: Cianna Lieffers Elizabeth Mantha Čároví: Kendall Hanley Diana Mokhova |

| 4. února 2022 12:10 | Dánsko | 1:3 (1:0, 0:1, 0:2) | Čína | Wukesong Arena, Peking Návštěvnost: 580 |  |

| Report                   |                          |          |              |                                                                             |
| Cassandra Repstock-Romme | Cassandra Repstock-Romme | Brankáři | Jiaying Zhou | Rozhodčí: Daria Ermak Chelsea Rapin Čároví: Veronica Lovensno Linnea Sainio |
| 6 min                    | 6 min                    | Tresty   | 6 min        | Rozhodčí: Daria Ermak Chelsea Rapin Čároví: Veronica Lovensno Linnea Sainio |
| 23                       | 23                       | Střely   | 32           | Rozhodčí: Daria Ermak Chelsea Rapin Čároví: Veronica Lovensno Linnea Sainio |

| 5. února 2022 16:40 | Japonsko | 6:2 (3:0, 2:1, 1:1) | Dánsko | Wukesong Arena, Peking Návštěvnost: 476 |  |

| Report                       |                              |          |                                       |                                                                     |
| Nana Fujimoto, Akane Konishi | Nana Fujimoto, Akane Konishi | Brankáři | Cassandra Repstock-Romme, Lisa Jensen | Rozhodčí: Kelly Cooke Maria Furberg Čároví: Alex Clarke Sara Strong |
| 8 min                        | 8 min                        | Tresty   | 8 min                                 | Rozhodčí: Kelly Cooke Maria Furberg Čároví: Alex Clarke Sara Strong |
| 42                           | 42                           | Střely   | 20                                    | Rozhodčí: Kelly Cooke Maria Furberg Čároví: Alex Clarke Sara Strong |

| 5. února 2022 16:40 | Česko | 3:1 (1:0, 1:1, 1:0) | Švédsko | National Indoor Stadium, Peking Návštěvnost: 438 |  |

| Report          |                 |          |                |                                                                                  |
| Klára Peslarová | Klára Peslarová | Brankáři | Emma Soderberg | Rozhodčí: Cianna Lieffers Elizabeth Mantha Čároví: Diana Mokhova Jackie Spresser |
| 12 min          | 12 min          | Tresty   | 8 min          | Rozhodčí: Cianna Lieffers Elizabeth Mantha Čároví: Diana Mokhova Jackie Spresser |
| 46              | 46              | Střely   | 28             | Rozhodčí: Cianna Lieffers Elizabeth Mantha Čároví: Diana Mokhova Jackie Spresser |

| 6. února 2022 16:40 | Čína | 2:1 po s.n. (1:0) (0:1, 0:0, 1:0 - 0:0) | Japonsko | Wukesong Arena, Peking Návštěvnost: 506 |  |

| Report       |              |          |               |                                                                               |
| Jiaying Zhou | Jiaying Zhou | Brankáři | Nana Fujimoto | Rozhodčí: Tijana Haack Anniina Nurmi Čároví: Jenni Heikkinen Julia Kainberger |
| 6 min        | 6 min        | Tresty   | 0 min         | Rozhodčí: Tijana Haack Anniina Nurmi Čároví: Jenni Heikkinen Julia Kainberger |
| 30           | 30           | Střely   | 33            | Rozhodčí: Tijana Haack Anniina Nurmi Čároví: Jenni Heikkinen Julia Kainberger |

| 7. února 2022 16:40 | Dánsko | 3:2 (1:1, 1.1, 1:0) | Česko | Wukesong Arena, Peking Návštěvnost: 637 |  |

| Report                   |                          |          |                                    |                                                                     |
| Cassandra Repstock-Romme | Cassandra Repstock-Romme | Brankáři | Viktorie Švejdová, Klára Peslarová | Rozhodčí: Maria Furberg Lacey Senuk Čároví: Alex Clarke Sara Strong |
| 12 min                   | 12 min                   | Tresty   | 8 min                              | Rozhodčí: Maria Furberg Lacey Senuk Čároví: Alex Clarke Sara Strong |
| 17                       | 17                       | Střely   | 32                                 | Rozhodčí: Maria Furberg Lacey Senuk Čároví: Alex Clarke Sara Strong |

| 7. února 2022 21:10 | Čína | 1:2 (1:0, 0:2, 0:0) | Švédsko | Wukesong Arena, Peking Návštěvnost: 588 |  |

| Report       |              |          |                |                                                                               |
| Jiaying Zhou | Jiaying Zhou | Brankáři | Emma Soderberg | Rozhodčí: Anniina Nurmi Anna Wiegand Čároví: Jenni Heikkinen Julia Kainberger |
| 2 min        | 2 min        | Tresty   | 6 min          | Rozhodčí: Anniina Nurmi Anna Wiegand Čároví: Jenni Heikkinen Julia Kainberger |
| 33           | 33           | Střely   | 33             | Rozhodčí: Anniina Nurmi Anna Wiegand Čároví: Jenni Heikkinen Julia Kainberger |

| 8. února 2022 16:40 | Japonsko | 3:2 po s.n. (1:0) (1:0, 0:1, 1:1 - 0:0) | Česko | Wukesong Arena, Peking Návštěvnost: 638 |  |

| Report        |               |          |                 |                                                                          |
| Nana Fujimoto | Nana Fujimoto | Brankáři | Klára Peslarová | Rozhodčí: Daria Abrosimova Daria Ermak Čároví: Lisa Linnek Linnea Sainio |
| 6 min         | 6 min         | Tresty   | 10 min          | Rozhodčí: Daria Abrosimova Daria Ermak Čároví: Lisa Linnek Linnea Sainio |
| 25            | 25            | Střely   | 38              | Rozhodčí: Daria Abrosimova Daria Ermak Čároví: Lisa Linnek Linnea Sainio |

| 8. února 2022 21:10 | Švédsko | 3:1 (1:0, 1:1, 1:0) | Dánsko | Wukesong Arena, Peking Návštěvnost: 696 |  |

| Report         |                |          |                          |                                                                           |
| Emma Soderberg | Emma Soderberg | Brankáři | Cassandra Repstock-Romme | Rozhodčí: Anniina Nurmi Chelsea Rapin Čároví: Anna Hammar Jenni Heikkinen |
| 14 min         | 14 min         | Tresty   | 10 min                   | Rozhodčí: Anniina Nurmi Chelsea Rapin Čároví: Anna Hammar Jenni Heikkinen |
| 21             | 21             | Střely   | 26                       | Rozhodčí: Anniina Nurmi Chelsea Rapin Čároví: Anna Hammar Jenni Heikkinen |

## Play off

### Čtvrtfinále
Všechny časy jsou místní (UTC+8), tj. SEČ+7.
| 11. února 2022 12:10 | USA | 4:1 (0:0, 1:1, 3:0) | Česko | Wukesong Arena, Peking Návštěvnost: 636 |  |

| Report | |                     |                                                            |                                                                             |
| Alex Cavallini | Alex Cavallini | Brankáři            | Klára Peslarová                                            | Rozhodčí: Elizabeth Mantha Anniina Nurmi Čároví: Anna Hammar Kendall Hanley |
| 25:47' Hilary Knight (Kendall Coyne Schofield, Hannah Brandt) 46:49' Lee Stecklein (Kelly Pannek, Megan Keller) 56:51' Savannah Harmon (Hannah Brandt, Hilary Knight) 59:54' Kendall Coyne Schofield (Megan Keller) | 25:47' Hilary Knight (Kendall Coyne Schofield, Hannah Brandt) 46:49' Lee Stecklein (Kelly Pannek, Megan Keller) 56:51' Savannah Harmon (Hannah Brandt, Hilary Knight) 59:54' Kendall Coyne Schofield (Megan Keller) | 0:1 1:1 2:1 3:1 4:1 | 24:59' Michaela Pejzlová (Tereza Vanišová, Denisa Křížová) | Rozhodčí: Elizabeth Mantha Anniina Nurmi Čároví: Anna Hammar Kendall Hanley |
| 11 min | 11 min | Tresty              | 10 min                                                     | Rozhodčí: Elizabeth Mantha Anniina Nurmi Čároví: Anna Hammar Kendall Hanley |
| 59 | 59 | Střely              | 6                                                          | Rozhodčí: Elizabeth Mantha Anniina Nurmi Čároví: Anna Hammar Kendall Hanley |

| 11. února 2022 21:10 | Kanada | 11:0 (4:0, 5:0, 2:0) | Švédsko | Wukesong Arena, Peking Návštěvnost: 669 |  |

| Report              |                     |          |                           |                                                                             |
| Emerance Maschmeyer | Emerance Maschmeyer | Brankáři | Emma Soderberg, Ida Boman | Rozhodčí: Daria Abrosimova Lacey Senuk Čároví: Alex Clarke Julia Kainberger |
| 8 min               | 8 min               | Tresty   | 14 min                    | Rozhodčí: Daria Abrosimova Lacey Senuk Čároví: Alex Clarke Julia Kainberger |
| 56                  | 56                  | Střely   | 11                        | Rozhodčí: Daria Abrosimova Lacey Senuk Čároví: Alex Clarke Julia Kainberger |

| 12. února 2022 12:10 | Olympijští sportovci z Ruska | 2:4 (0:0, 1:1, 1:3) | Švýcarsko | Wukesong Arena, Peking |  |

| Report             |                    |          |                 |                                                                         |
| Valeria Merkusheva | Valeria Merkusheva | Brankáři | Andrea Braendli | Rozhodčí: Kelly Cooke Chelsea Rapin Čároví: Jenni Heikkinen Sara Strong |
| 4 min              | 4 min              | Tresty   | 6 min           | Rozhodčí: Kelly Cooke Chelsea Rapin Čároví: Jenni Heikkinen Sara Strong |
| 24                 | 24                 | Střely   | 36              | Rozhodčí: Kelly Cooke Chelsea Rapin Čároví: Jenni Heikkinen Sara Strong |

| 12. února 2022 16:40 | Finsko | 7:1 (2:1, 2:0, 3:0) | Japonsko | Wukesong Arena, Peking Návštěvnost: 675 |  |

| Report       |              |          |                              |                                                                              |
| Anni Keisala | Anni Keisala | Brankáři | Nana Fujimoto, Akane Konishi | Rozhodčí: Cianna Lieffers Anna Wiegand Čároví: Lisa Linnek Veronica Lovensno |
| 8 min        | 8 min        | Tresty   | 4 min                        | Rozhodčí: Cianna Lieffers Anna Wiegand Čároví: Lisa Linnek Veronica Lovensno |
| 49           | 49           | Střely   | 25                           | Rozhodčí: Cianna Lieffers Anna Wiegand Čároví: Lisa Linnek Veronica Lovensno |

### Semifinále
Všechny časy jsou místní (UTC+8), tj. SEČ+7.
| 14. února 2022 12:10 | Kanada | 10:3 (5:1, 3:2, 2:0) | Švýcarsko | Wukesong Arena, Peking Návštěvnost: 645 |  |

| Report             |                    |          |                                |                                                                               |
| Ann-Renee Desbiens | Ann-Renee Desbiens | Brankáři | Andrea Braendli, Saskia Maurer | Rozhodčí: Anniina Nurmi Chelsea Rapin Čároví: Jenni Heikkinen Jackie Spresser |
| 8 min              | 8 min              | Tresty   | 4 min                          | Rozhodčí: Anniina Nurmi Chelsea Rapin Čároví: Jenni Heikkinen Jackie Spresser |
| 61                 | 61                 | Střely   | 13                             | Rozhodčí: Anniina Nurmi Chelsea Rapin Čároví: Jenni Heikkinen Jackie Spresser |

| 14. února 2022 21:10 | USA | 4:1 (0:0, 2:0, 2:1) | Finsko | Wukesong Arena, Peking Návštěvnost: 642 |  |

| Report         |                |          |              |                                                                            |
| Alex Cavallini | Alex Cavallini | Brankáři | Anni Keisala | Rozhodčí: Kelly Cooke Cianna Lieffers Čároví: Anna Hammar Julia Kainberger |
| 6 min          | 6 min          | Tresty   | 6 min        | Rozhodčí: Kelly Cooke Cianna Lieffers Čároví: Anna Hammar Julia Kainberger |
| 42             | 42             | Střely   | 26           | Rozhodčí: Kelly Cooke Cianna Lieffers Čároví: Anna Hammar Julia Kainberger |

### Zápas o 3. místo
Všechny časy jsou místní (UTC+8), tj. SEČ+7.
| 16. února 2022 19:30 | Finsko | 4:0 (1:0, 0:0, 3:0) | Švýcarsko | Wukesong Arena, Peking Návštěvnost: 724 |  |

| Report | |                 |                 |                                                                        |
| Anni Keisala | Anni Keisala | Brankáři        | Andrea Braendli | Rozhodčí: Elizabeth Mantha Lacey Senuk Čároví: Alex Clarke Sara Strong |
| 11:38' Viivi Vainikka (Noora Tulus, Elisa Holopainen) 43:24' Susanna Tapani (bez asistence) 54:24' Nelli Laitinen (Elisa Holopainen, Ronja Savolainen) 59:03' Michelle Karvinen (Petra Nieminen, Jenni Hiirikoski) | 11:38' Viivi Vainikka (Noora Tulus, Elisa Holopainen) 43:24' Susanna Tapani (bez asistence) 54:24' Nelli Laitinen (Elisa Holopainen, Ronja Savolainen) 59:03' Michelle Karvinen (Petra Nieminen, Jenni Hiirikoski) | 1:0 2:0 3:0 4:0 |                 | Rozhodčí: Elizabeth Mantha Lacey Senuk Čároví: Alex Clarke Sara Strong |
| 8 min | 8 min | Tresty          | 8 min           | Rozhodčí: Elizabeth Mantha Lacey Senuk Čároví: Alex Clarke Sara Strong |
| 47 | 47 | Střely          | 15              | Rozhodčí: Elizabeth Mantha Lacey Senuk Čároví: Alex Clarke Sara Strong |

### Finále
Všechny časy jsou místní (UTC+8), tj. SEČ+7.
| 17. února 2022 12:10 | Kanada | 3:2 (2:0, 1:1, 0:1) | USA | Wukesong Arena, Peking Návštěvnost: 834 |  |

| Report | |                     |                                                                                        |                                                                       |
| Ann-Renee Desbiens | Ann-Renee Desbiens | Brankáři            | Alex Cavallini                                                                         | Rozhodčí: Kelly Cooke Anna Wiegand Čároví: Anna Hammar Kendall Hanley |
| 07:50' Sarah Nurse (Claire Thompson, Marie-Philip Poulin) 15:02' Marie-Philip Poulin (bez asistence) 29:08' Marie-Philip Poulin (Brianne Jenner, Sarah Nurse) | 07:50' Sarah Nurse (Claire Thompson, Marie-Philip Poulin) 15:02' Marie-Philip Poulin (bez asistence) 29:08' Marie-Philip Poulin (Brianne Jenner, Sarah Nurse) | 1:0 2:0 3:0 3:1 3:2 | 36:39' Hilary Knight (Hannah Brandt) 59:47' Amanda Kessel (Abby Roque, Alex Carpenter) | Rozhodčí: Kelly Cooke Anna Wiegand Čároví: Anna Hammar Kendall Hanley |
| 6 min | 6 min | Tresty              | 4 min                                                                                  | Rozhodčí: Kelly Cooke Anna Wiegand Čároví: Anna Hammar Kendall Hanley |
| 21 | 21 | Střely              | 40                                                                                     | Rozhodčí: Kelly Cooke Anna Wiegand Čároví: Anna Hammar Kendall Hanley |

## Konečné pořadí
| Pořadí           | Tým                          |
| ---------------- | ---------------------------- |
| Zlatá medaile    | Kanada                       |
| Stříbrná medaile | USA                          |
| Bronzová medaile | Finsko                       |
| 4.               | Švýcarsko                    |
| 5.               | Olympijští sportovci z Ruska |
| 6.               | Japonsko                     |
| 7.               | Česko                        |
| 8.               | Švédsko                      |
| 9.               | Čína                         |
| 10.              | Dánsko                       |